# باول فرانتز (دراج)
باول فرانتز (بالفرنسية: Paul Frantz)‏ هو دراج لوكسمبورغي، ولد في 4 يوليو 1915 في مامر في لوكسمبورغ، وتوفي بنفس المكان في 12 نوفمبر 1995.

## وصلات خارجية
- باول فرانتز على موقع أرشيف الدراجات (الإنجليزية)
- باول فرانتز على موقع إحصائيات الدراجات الإحترافية (الإنجليزية)
- باول فرانتز على موقع اللجنة الأولمبية الدولية (الإنجليزية)
- باول فرانتز على موقع أوليمبيديا (الإنجليزية)